# Моро (Арканзас)
Моро (англ. Moro, Arkansas) — город, расположенный в округе Ли (штат Арканзас, США) с населением в 241 человек по статистическим данным переписи 2000 года.

## География
По данным Бюро переписи населения США город Моро имеет общую площадь в 2,33 квадратных километров, водных ресурсов в черте населённого пункта не имеется.
Моро расположен на высоте 61 метр над уровнем моря.

## Демография
По данным переписи населения 2000 года в Моро проживал 241 человек, 75 семей, насчитывалось 109 домашних хозяйств и 115 жилых домов. Средняя плотность населения составляла около 100,4 человек на один квадратный километр. Расовый состав Моро по данным переписи распределился следующим образом: 98,34 % белых, 1,66 % — чёрных или афроамериканцев.
Из 109 домашних хозяйств в 22,0 % — воспитывали детей в возрасте до 18 лет, 59,6 % представляли собой совместно проживающие супружеские пары, в 10,1 % семей женщины проживали без мужей, 30,3 % не имели семей. 29,4 % от общего числа семей на момент переписи жили самостоятельно, при этом 12,8 % составили одинокие пожилые люди в возрасте 65 лет и старше. Средний размер домашнего хозяйства составил 2,21 человек, а средний размер семьи — 2,72 человек.
Население города по возрастному диапазону по данным переписи 2000 года распределилось следующим образом: 19,9 % — жители младше 18 лет, 10,4 % — между 18 и 24 годами, 22,8 % — от 25 до 44 лет, 28,6 % — от 45 до 64 лет и 18,3 % — в возрасте 65 лет и старше. Средний возраст жителей составил 43 года. На каждые 100 женщин в Моро приходилось 102,5 мужчин, при этом на каждые сто женщин 18 лет и старше приходилось 89,2 мужчин также старше 18 лет.
Средний доход на одно домашнее хозяйство в городе составил 27 857 долларов США, а средний доход на одну семью — 35 625 долларов. При этом мужчины имели средний доход в 21 667 долларов США в год против 21 250 долларов среднегодового дохода у женщин. Доход на душу населения в городе составил 13 264 доллара в год. 12,3 % от всего числа семей в населённом пункте и 16,5 % от всей численности населения находилось на момент переписи населения за чертой бедности, при этом 10,9 % из них были моложе 18 лет и 22,6 % — в возрасте 65 лет и старше.